# Pouteria pseudoracemosa
Pouteria pseudoracemosa är en tvåhjärtbladig växtart som först beskrevs av James Hatton Hemsley, och fick sitt nu gällande namn av Laurent Gautier. Pouteria pseudoracemosa ingår i släktet Pouteria och familjen Sapotaceae. IUCN kategoriserar arten globalt som sårbar. Inga underarter finns listade i Catalogue of Life.